# 규슈코다이마에역
규슈코다이마에 역, 또는 큐슈 공대앞역(일본어: 九州工大前駅)은 일본 후쿠오카현 기타큐슈시 도바타구에 위치한 큐슈여객철도 소속 철도역이며, 가고시마 본선의 정차역이다.

## 역 구조 및 승강장
섬식 홈 1면 2선을 가지는 선상 역사이다. 1번 승강장에 가고시마 본선 하행선, 2번 승강장에 가고시마 본선 상행선 열차가 발착한다. 역 구내에는 엘리베이터가 설치되어 있었지만, 지상으로부터 고가에 있는 역사에 엘리베이터는 설치되지 않았다. 그 후, 2009년 10월에, 지상으로부터 역사로 향하기 위한 엘리베이터가 설치되었다.
발권 창구(녹색 창구)가 설치돼 있으며, 업무는 큐슈교통기획이 위탁을 맡아보고 있다.
| 플랫폼 | 노선            | 방향   | 행선지                             |
| 1      | ■ 가고시마 본선 | 하행선 | 오리오 · 하카타 · 오무타 방면      |
| 2      | ■ 가고시마 본선 | 상행선 | 고쿠라 · 모지 항 · 시모노세키 방면 |

## 역 주변
- 젠린 테크노 센터
- 규슈 공업대학 본부 · 공학부

## 인접 역
| 가고시마 본선           | 가고시마 본선 | 가고시마 본선        |
| ----------------------- | ------------- | -------------------- |
| 니시고쿠라 모지 항 방면 | ■ 쾌속 · 보통 | 도바타 가고시마 방면 |